# Rissala
Rissala är en by och garnisonsort i Siilinjärvi nära Kuopio, förläggningsort för Karelens flygflottilj. 
Rissala flygfält betjänar även den civila trafiken på Kuopio. Ett militärplan av typen Douglas DC-3 störtade den 3 oktober 1978 i närheten av Rissala flygfält, varvid 12 civilpersoner och tre militärer miste livet.